# ホンベラ
ホンベラ (Halichoeres tenuispinis ) は、ベラ科に属す海水魚の1種。温帯東アジアの岩礁で広くみられるベラである。

## 分布
日本国内では、青森県下北半島から九州西岸にかけての対馬海流の影響を受ける沿岸、伊豆諸島、千葉県館山湾から九州南岸にかけての太平洋沿岸、瀬戸内海、種子島、喜界島に分布する浅く潮通しのよい場所で見られる。
国外では、朝鮮半島南岸および済州島や鬱陵島、台湾、広東省沿岸や海南島および南沙諸島などの南シナ海、フィリピン諸島。文献によっては国内及びフィリピンに棲息するものをホンベラ Halichoeres bleekeriとし、Halichoeres tenuispinisと別種とする物もある。ただし現状ではH.Bleekeriは、H.tenuispinisのシノニム

## 形態
全長は8 - 15センチメートル程度。頭部には青色から緑色のミミズ斑がある。色彩斑紋は性転換による変化が激しい。地味な色彩のIP（始相）と派手な色彩のTP（終相）が存在する。
幼魚は尾鰭及び胸鰭を除く全身が、赤色と白色の縦縞になっている。体側中央の白色縦條は明瞭である一方、背面を通る白色縦條は細く途切れがちである。背鰭後方に黄色に縁取られた瑠璃色の眼状斑がある。尾柄の尾鰭付け根付近の上部に黒色斑がある。
若魚は幼魚の外形的特徴を残しているが、雌及び二次雄は徐々に色が薄くなり、一次雄は途中から、頭部から順に、赤から橙色の地色に青色から緑色の模様が入った、雄特有の模様になっていく。
成魚のTPは赤地に薄緑色の2本のラインがあり、背鰭先端に並ぶ黒と黄色の斑紋がある。体側には輪郭が不明瞭な赤褐色と薄緑色の縦縞が入る。背鰭、尾鰭、臀鰭は鮮やかな色合いで、個体によって色彩に差異がある。
成魚のIPは成長に伴い黄土色になり、腹部が少し白っぽい。背鰭、尾鰭、臀鰭は白色。背部は赤色または灰色。

## 生態
海藻が茂った岩礁や、大きな礫が重なっているような場所に多い。
通常地味な外見である。このような個体をIPという。ほとんどの個体はIPの雌として成熟する。雌のうち、大型になった個体が性転換をし、派手な外見の雄になる。このような雄を二次雄といい、こうした派手な外見の個体をTPという。TPの雄はなわばりを持ち、複数の雌をそのなわばりに配置する。この二次雄が複数雌を抱える状況をハレムという。ハレム内の最大個体であるTPの雄がいなくなると、ハレム中の最大雌が性転換する。一方で、一部の個体はIPの雄として成熟する。こうしたIPの雄を一次雄といい、一次雄は社会的に弱い立場にあるため、なわばりをもてない。大型になるとTPの雄に変化しなわばりを持つ。TPはなわばりの中の中層でIPの雌とペア産卵を行う。一方でIPの雄すなわち一次雄は、外見がIPであるがために、雌と外見上の区別が困難である。そのため、二次雄は、雌に擬態した状態になっている。よって、二次雄に対して雌だと思わせて二次雄のなわばりに侵入するということが可能である。これを利用し、なわばりに侵入した一次雄はペア産卵中の二次雄と雌に突進し、放精することで子孫を残す。この子孫の残し方をストリーキングという。また、一次雄は複数で雌を追尾し、集団で放精放卵するグループ産卵も行う。このグループ産卵に、二次雄が突進し放精することがあり、この子孫の残し方を逆ストリーキングという。

## 利用
台湾では食用魚としての他、観賞魚としても取引されている。

## ギャラリー

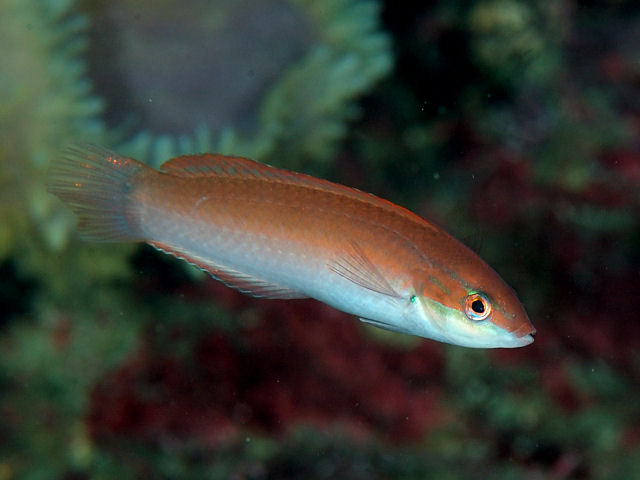
IPの雌の成魚。
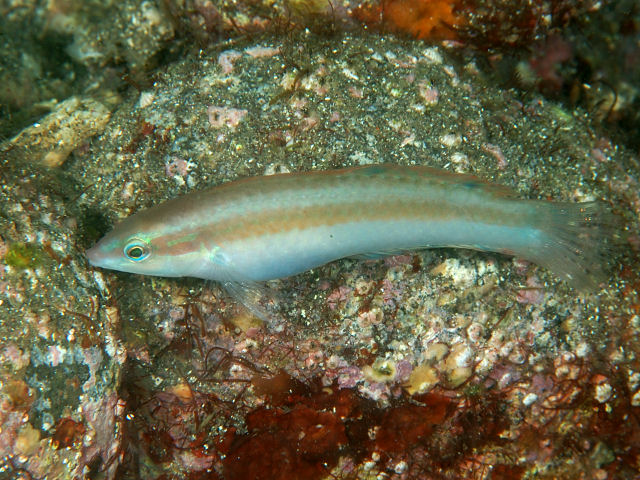
若魚。
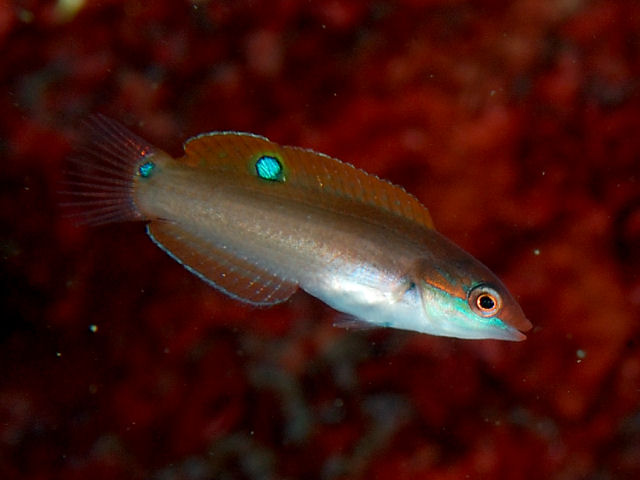
幼魚。